# Sintonia (série de televisão)
Sintonia é uma série de televisão brasileira produzida pela Netflix em parceria com a Gullane. A primeira temporada foi lançada em 9 de agosto de 2019 no streaming com a quinta e última em 5 de fevereiro de 2025.
Baseada em uma ideia original de KondZilla e criada com Felipe Braga e Guilherme Quintella, conta com roteiros de Guilherme Quintella, Duda de Almeida, Thays Berbe
Pedro Furtado, Donna Oliveira, Fernanda Terepins, Denis Nielsen, Raul Perez, Daniela Carvalho, Luíza Fazio, Mariana Zatz, Leo Todeschini e Eugenia Nakamura. A direção geral é assinada por Johnny Araújo.
Conta com atuações  Jottapê, Christian Malheiros, Bruna Mascarenhas, Júlia Yamaguchi, Júlio Silvério, Jefferson Silvério, MC M10 e Danielle Olímpia nos papeis principais. 

## Enredo

### 1.ª temporada (2019)
Narrada através das perspectivas de três personagens diferentes, a história de Sintonia explora a interconexão da música, tráfico de drogas e religião em São Paulo. Doni, Nando e Rita cresceram juntos na mesma comunidade com seus sonhos, onde foram influenciados pelo fascínio do funk, das drogas e da igreja.

### 2.ª temporada (2021)
Doni consegue se tornar um funkeiro de sucesso e tentar viralizar uma parceria com a MC Luzi. Agora batizada, Rita começa a se relacionar com Levi, filho do pastor, e juntos eles tentam arrecadar fundos para a igreja local. E Doni fica apaixonado pela influenciadora Tally.

### 3.ª temporada (2022)
O trio de amigos estão com planos mais ambiciosos para suas vidas. Doni batalha para se manter em evidência no cenário musical depois de ter alcançado o topo das paradas de funk. Enquanto isso, Rita se prepara para concorrer e, quem sabe, se tornar vereadora pela congregação.

### 4.ª temporada (2023)
Depois de sofrer um atentado bem quando tentava uma saída do mundo do crime, Nando vai ter que lidar com as graves consequências impostas sobre seus amigos e família. A conta das escolhas feitas chegou cara para o trio da Vila Áurea, mas sempre há um novo caminho para quem não aceita a derrota e acredita na força da amizade."

### 5.ª temporada (2025)
Doni e Rita terão que seguir seus próprios caminhos, seja perseguindo seus sonhos ou encarando visitas importantes do passado que trazem surpresas. Já Nando se depara com propostas arriscadas e precisa tomar decisões que impactarão o seu futuro e daqueles ao seu redor. Vínculos são colocados à prova na última temporada da série, e tudo pode acontecer.

## Elenco
| Ator/Atriz           | Personagem                       | Temporadas | Temporadas | Temporadas | Temporadas | Temporadas |
| Ator/Atriz           | Personagem                       | 1ª 2019    | 2ª 2021    | 3ª 2022    | 4ª 2023    | 5ª 2025    |
| -------------------- | -------------------------------- | ---------- | ---------- | ---------- | ---------- | ---------- |
| Jottapê              | Donizete Santana da Costa (Doni) |            |            |            |            |            |
| Christian Malheiros  | Luiz Fernando Silva (Nando)      |            |            |            |            |            |
| Bruna Mascarenhas    | Rita de Freitas                  |            |            |            |            |            |
| Júlia Yamaguchi      | Scheyla                          |            |            |            |            |            |
| MC M10               | Cleyton da Silva (Formiga)       |            |            |            |            |            |
| Júlio Silvério       | Jaspion                          |            |            |            |            |            |
| Mava Mendonça        | Bruninha                         |            |            |            |            |            |
| Marat Descartes      | Messinho                         |            |            |            |            |            |
| Danielle Olímpia     | Cacau Aguiar                     |            |            |            |            |            |
| Jefferson Silvério   | Rivaldinho                       |            |            |            |            |            |
| MC Rhamon            | Hugo (Pulga)                     |            |            |            |            |            |
| Fanieh               | Luzia (MC Luzi)                  |            |            |            |            |            |
| Gabriela Mag         | Tally                            |            |            |            |            |            |
| Bruno Gadiol         | Levi                             |            |            |            |            |            |
| Angela Dippe         | Pastora Val                      |            |            |            |            |            |
| César Mello          | Dr. William                      |            |            |            |            |            |
| Sol Menezzes         | Alice Santiago                   |            |            |            |            |            |
| Fernanda Viacava     | Pastora Sueli                    |            |            |            |            |            |
| Rosana Maris         | Jussara Aguiar                   |            |            |            |            |            |
| Adriano Bolshi       | Marcão                           |            |            |            |            |            |
| Martha Meola.        | Lucrécia (Tia Lu)                |            |            |            |            |            |
| Tom Carfi            | Ton                              |            |            |            |            |            |
| Leilah Moreno        | MC Dondoka                       |            |            |            |            |            |
| Vinícius de Oliveira | Éder                             |            |            |            |            |            |
| Vanderlei Bernardino | Seu Chico                        |            |            |            |            |            |
| Sandrão RZO          | Badá                             |            |            |            |            |            |
| Victoria Rossetti    | Heloísa                          |            |            |            |            |            |
|                      |                                  |            |            |            |            |            |

### Participações especiais
| Ator/Atriz    | Personagem     |
| ------------- | -------------- |
| Dani Russo    | Ela mesma      |
| Tainá         | Ela mesma      |
| MC Kekel      | Ele mesmo      |
| Kevinho       | Ele mesmo      |
| Alok          | Ele mesmo      |
| Mítico e Igão | Apresentadores |
| Gabi Lopes    | Gabriela       |
| Jotapê        | Nuevo          |
| Kant          | MC MLK         |

## Episódios

### Resumo
| Temporada | Temporada | Episódios |                        |
| Temporada | Temporada | Episódios | Originalmente lançado  |
| --------- | --------- | --------- | ---------------------- |
|           | 1         | 6         | 9 de agosto de 2019    |
|           | 2         | 6         | 27 de outubro de 2021  |
|           | 3         | 6         | 13 de julho de 2022    |
|           | 4         | 8         | 25 de julho de 2023    |
|           | 5         | 6         | 5 de fevereiro de 2025 |

### 1.ª Temporada (2019)
| N.º geral | N.º na temp. | Título               | Dirigido por              | Escrito por                                        | Exibição original   |
| --- | ------------ | -------------------- | ------------------------- | -------------------------------------------------- | ------------------- |
| 1 | 1            | "Pegaram a Cacau"    | KondZilla                 | Guilherme Quintella & Duda de Almeida              | 9 de agosto de 2019 |
| Doni tem esperança de ser um astro do funk. Nando tenta fazer carreira no tráfico. Rita se preocupa com uma amiga.                                                   |              |                      |                           |                                                    |                     |
| 2 | 2            | "Fiz uma pro crime"  | Johnny Araújo             | Duda de Almeida                                    | 9 de agosto de 2019 |
| Machucada, Rita se sente culpada por Cacau. Nando tem problemas com a polícia. Doni acusa Dondoka de roubar sua música.                                              |              |                      |                           |                                                    |                     |
| 3 | 3            | "Segunda chance"     | Johnny Araújo             | Thays Berbe & Guilherme Quintella                  | 9 de agosto de 2019 |
| Doni começa a curtir o sucesso, mas os amigos insistem para ele manter os pés no chão. Nando defende Juninho contra ameaças. Rita enxerga um outro lado da religião. |              |                      |                           |                                                    |                     |
| 4 | 4            | "O certo pelo certo" | Johnny Araújo             | Duda de Almeida, Guilherme Quintella & Thays Berbe | 9 de agosto de 2019 |
| Doni fica sobrecarregado com a agenda de shows. Rita planeja um evento para arrecadar dinheiro. No tráfico, Nando teme morrer ao cair em uma armadilha.              |              |                      |                           |                                                    |                     |
| 5 | 5            | "Faz teu nome"       | KondZilla & Johnny Araújo | Guilherme Quintella & Thays Berbe                  | 9 de agosto de 2019 |
| Badá decide o que fazer com Nando. Rita tem uma experiência religiosa profunda e pensa no futuro. Doni se apresenta para uma multidão frenética.                     |              |                      |                           |                                                    |                     |
| 6 | 6            | "Mesma sintonia"     | KondZilla                 | Guilherme Quintella & Duda de Almeida              | 9 de agosto de 2019 |
| Mesmo em luto, Doni ousa em sua primeira participação na TV. Rita se prepara para ser batizada. Nando é reconhecido no tráfico.                                      |              |                      |                           |                                                    |                     |

### 2.ª Temporada (2021)
| N.º geral | N.º na temp. | Título                                     | Dirigido por                                | Escrito por                                          | Exibição original     |
| --- | ------------ | ------------------------------------------ | ------------------------------------------- | ---------------------------------------------------- | --------------------- |
| 7 | 1            | "Família a gente que escolhe"              | KondZilla & Johnny Araújo                   | Guilherme Quintella                                  | 27 de outubro de 2021 |
| Agora um MC de sucesso, Doni tenta convencer Nando a largar as ruas e faz uma oferta de trabalho para ele. Guiada pela fé, Rita tenta virar a página.           |              |                                            |                                             |                                                      |                       |
| 8 | 2            | "Mundos diferentes"                        | KondZilla & Johnny Araújo                   | Thayná Mantesso, Guilherme Quintella & Denis Nielsen | 27 de outubro de 2021 |
| O fluxo provoca controvérsias na Vila Áurea, e Nando e seus homens intervêm. Doni fica caidinho por uma influenciadora. Rita se encontra com o filho do pastor. |              |                                            |                                             |                                                      |                       |
| 9 | 3            | "Se juntar nois dois hoje vai dar kaboom!" | KondZilla & Gabriel Zerra                   | Guilherme Freitas                                    | 27 de outubro de 2021 |
| Doni busca uma colaboração da pesada. Rita e Levi arrecadam fundos para reformar a igreja local. Badá pressiona Nando a descobrir quem caguetou a operação.     |              |                                            |                                             |                                                      |                       |
| 10 | 4            | "Aqui se faz, aqui se paga"                | KondZilla & Daniela Carvalho                | Luíza Fazio                                          | 27 de outubro de 2021 |
| Doni e MC Luzi tentam fazer um vídeo viralizar. Levi se aproxima de Rita. Luzia tenta esconder os problemas financeiros.                                        |              |                                            |                                             |                                                      |                       |
| 11 | 5            | "Mil Cairão ao teu lado"                   | KondZilla, Johnny Araújo & Thiago Eva       | Duda de Almeida                                      | 27 de outubro de 2021 |
| Rita quer mostrar serviço à frente da nova igreja, onde Doni vai fazer um show. Nando e seus homens realizam uma operação arriscada.                            |              |                                            |                                             |                                                      |                       |
| 12 | 6            | "Vigília"                                  | KondZilla, Johnny Araújo & Daniela Carvalho | Denis Nielsen                                        | 27 de outubro de 2021 |
| Uma tragédia na Vila Áurea deixa os residentes em choque. Todos enfrentam novos desafios — alguns mais animadores que outros.                                   |              |                                            |                                             |                                                      |                       |

### 3.ª Temporada (2022)
| N.º geral | N.º na temp. | Título                      | Dirigido por | Escrito por | Exibição original   |
| --- | ------------ | --------------------------- | ------------ | ----------- | ------------------- |
| 13 | 1            | "Vidas que nascem"          | ASD          | ASD         | 13 de julho de 2022 |
| Rita pensa em se candidatar a vereadora. A família de Nando está crescendo. Após curtir a vida em Paris, Doni volta ao Brasil para fazer uma turnê no interior.       |              |                             |              |             |                     |
| 14 | 2            | "Vulgo Formigão"            | ASD          | ASD         | 13 de julho de 2022 |
| Nando reencontra Badá. Rita pede a ajuda de Nando para encontrar Cleyton, mas a prisão dele envolve mais do que ela imagina. Doni prepara um novo hit.                |              |                             |              |             |                     |
| 15 | 3            | "Quem me protege não dorme" | ASD          | ASD         | 13 de julho de 2022 |
| No Paraguai, Nando dá início ao arriscado plano de Messinho. Doni briga com seu produtor. Rita testemunha o temperamento explosivo de Daniel.                         |              |                             |              |             |                     |
| 16 | 4            | "Deus e as ideias"          | ASD          | ASD         | 13 de julho de 2022 |
| Doni pede a ajuda de Nando quando um caso leva a uma perigosa encrenca. Rita quer que Cleyton fique esperto em relação à sua situação. A igreja escolhe um candidato. |              |                             |              |             |                     |
| 17 | 5            | "Saidinha de banco"         | ASD          | ASD         | 13 de julho de 2022 |
| Nando tem um novo aliado. Doni se envolve em uma disputa de direitos autorais. O julgamento de Cleyton começa e Rita sente a pressão de sua campanha.                 |              |                             |              |             |                     |
| 18 | 6            | "O começo do fim"           | ASD          | ASD         | 13 de julho de 2022 |
| Doni se sente sozinho e tenta reatar com Tally. O pastor revela um lado desconhecido de seu caráter. No café, Scheyla e Nando têm uma amarga surpresa.                |              |                             |              |             |                     |

### 4.ª Temporada (2023)
| N.º geral | N.º na temp. | Título             | Dirigido por | Escrito por | Exibição original   |
| --- | ------------ | ------------------ | ------------ | ----------- | ------------------- |
| 19 | 1            | "Salva meu irmão"  | ASD          | ASD         | 25 de julho de 2023 |
| Após o ataque, Nando é obrigado a sumir por um tempo. Doni sai do hospital empenhado a se recuperar totalmente. Rita encontra um novo propósito na vida.              |              |                    |              |             |                     |
| 20 | 2            | "A xerox"          | ASD          | ASD         | 25 de julho de 2023 |
| Rita se matricula na faculdade de Direito. Nando coloca em prática um plano para ter sua mulher de volta. O retorno de Doni aos palcos não sai como esperado.         |              |                    |              |             |                     |
| 21 | 3            | "Universidade"     | ASD          | ASD         | 25 de julho de 2023 |
| Scheyla encara as consequências dos planos frustrados de Nando. Rita e Heloísa trabalham juntas em um projeto. Doni fica angustiado por causa das contas do hospital. |              |                    |              |             |                     |
| 22 | 4            | "Prisão feminina"  | ASD          | ASD         | 25 de julho de 2023 |
| Rita vai visitar Scheyla na prisão e recebe uma oferta que pode mudar sua vida. Nando vai atrás de novas pistas e Doni dá um jeito de pagar as contas.                |              |                    |              |             |                     |
| 23 | 5            | "As ideias finais" | ASD          | ASD         | 25 de julho de 2023 |
| Doni volta para a Vila Áurea e se reencontra com Nando, que tomou uma decisão arriscada, porém crucial. William tem uma conversa franca com Rita.                     |              |                    |              |             |                     |
| 24 | 6            | "Cachorro louco"   | ASD          | ASD         | 25 de julho de 2023 |
| Cleyton enfrenta uma dificuldade atrás da outra como entregador. Doni descobre uma nova carreira após uma batalha de hip-hop. Scheyla recebe visitas no Dia das Mães. |              |                    |              |             |                     |
| 25 | 7            | "Costura"          | ASD          | ASD         | 25 de julho de 2023 |
| Um plano arriscado para tirar Scheyla da cadeia pode acabar colocando mais gente em perigo. Doni sai em busca de novos talentos do hip-hop.                           |              |                    |              |             |                     |
| 26 | 8            | "A entrega"        | ASD          | ASD         | 25 de julho de 2023 |
| Rita e Nando se abrem um com o outro após a tentativa de fuga da cadeia. Velhos amigos e entes queridos se reconciliam às custas de alguns sacrifícios.               |              |                    |              |             |                     |

### 5.ª Temporada (2025)
| N.º geral | N.º na temp. | Título                      | Dirigido por | Escrito por | Exibição original      |
| --- | ------------ | --------------------------- | ------------ | ----------- | ---------------------- |
| 27 | 1            | "Surpresas da vida"         | ASD          | ASD         | 5 de fevereiro de 2025 |
| Depois de vários meses na solitária, Nando conhece outros detentos. Doni transforma uma batalha de rap em oportunidade de negócios. O discurso de Rita abre portas. |              |                             |              |             |                        |
| 28 | 2            | "Aqui se faz, aqui se paga" | ASD          | ASD         | 5 de fevereiro de 2025 |
| Rita recebe uma notícia importante que a deixa dividida. Doni avalia suas prioridades. Nando é transferido para outro presídio, que parece insuportável.            |              |                             |              |             |                        |
| 29 | 3            | "Bom ou ruim?"              | ASD          | ASD         | 5 de fevereiro de 2025 |
| Scheyla recebe notícias terríveis. A tristeza se espalha na Vila Áurea. Algumas pessoas encontram consolo nas lembranças, outras bolam planos secretos.             |              |                             |              |             |                        |
| 30 | 4            | "Fantasmas do passado"      | ASD          | ASD         | 5 de fevereiro de 2025 |
| Rita fica ansiosa ao fazer uma descoberta chocante. Scheyla precisa tomar uma decisão que pode mudar o futuro da família.                                           |              |                             |              |             |                        |
| 31 | 5            | "Primeiro caso"             | ASD          | ASD         | 5 de fevereiro de 2025 |
| Um esquema de tráfico de drogas arriscado entra em ação. Doni marca uma reunião com Alessandra. Rita enfrenta dilemas éticos no trabalho.                           |              |                             |              |             |                        |
| 32 | 6            | "Sintonia final"            | ASD          | ASD         | 5 de fevereiro de 2025 |
| Enquanto algumas famílias tentam se manter unidas, novos futuros se revelam. Pessoas próximas se separam para sempre, com uma última chance de se despedir.         |              |                             |              |             |                        |

## Produção

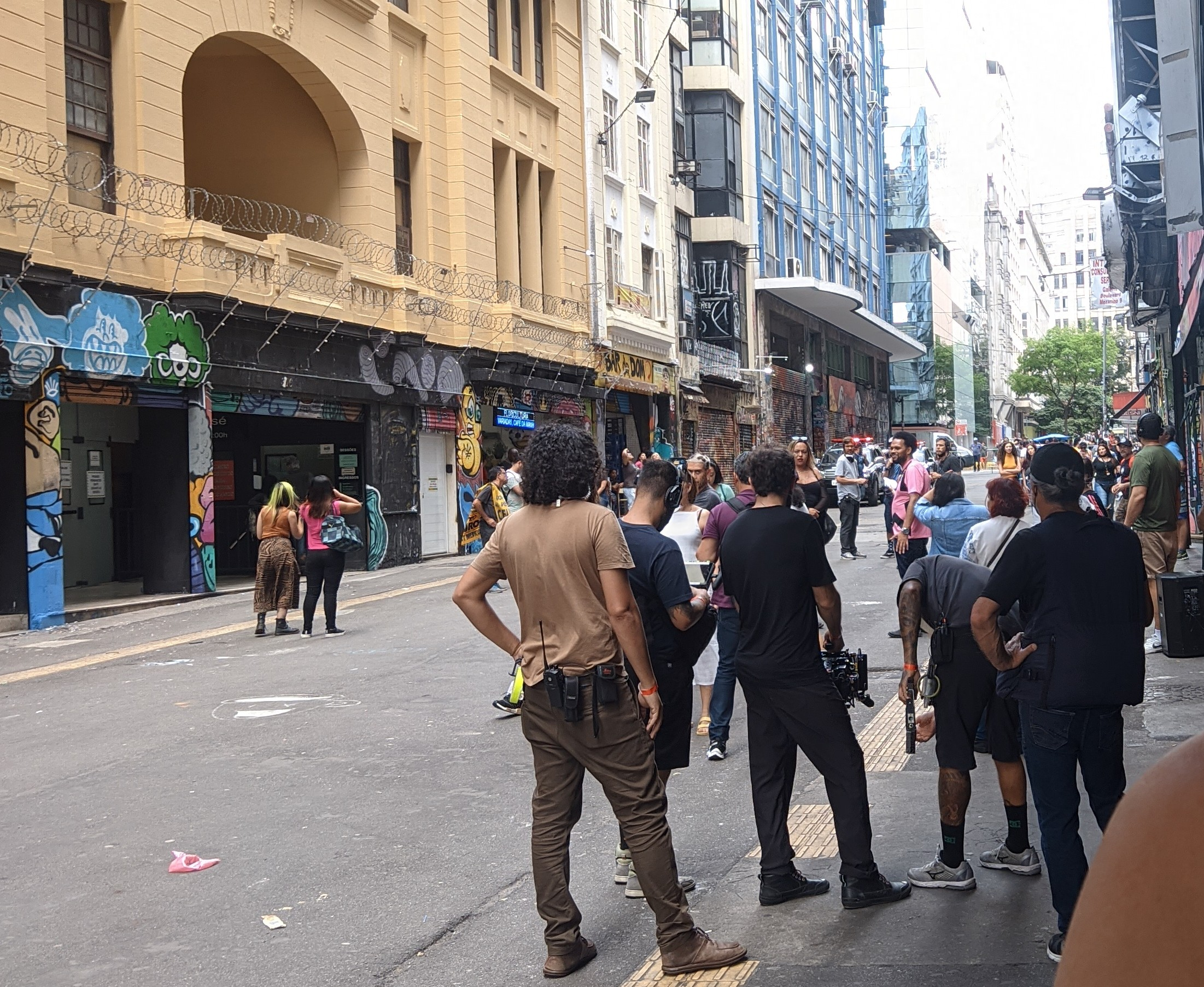
Gravação da séria nas ruas de São Paulo em 2022

A produtora Losbragas, que já havia produzido a série de comédia Samantha! para a Netflix, soube da ideia de KondZilla de fazer um curta-metragem sobre três adolescentes da favela que queriam comprar tênis caros. Após negociações, a ideia do curta-metragem virou projeto de uma série e os personagens ganharam objetivos diferentes e um enredo mais complexo.
No dia 23 de novembro de 2021, a Netflix renovou a série para uma terceira temporada.
Em 16 de agosto de 2022 a Netflix anunciou nas redes sociais a renovação da série para sua quarta temporada após a terceira ser um sucesso na plataforma de streaming.
Em 28 de agosto de 2023, a Netflix anunciou a renovação de Sintonia para a quinta e última temporada.

## Repercussão
A série vincula a facção criminosa Primeiro Comando da Capital (PCC). O nome da facção não é mencionado, pelo menos na primeira temporada, mas ele mostra como funciona em cenas, vários criminosos debatendo em pé, em círculo, em um galpão abandonado e mostra que criminosos do PCC são convocados para redimir conflitos comunitários.

## Marketing
Em 17 de junho de 2019, o teaser trailer da série foi lançado. O primeiro trailer completo foi lançado pela Netflix em 11 de julho de 2019.
A estreia no tapete vermelho de Sintonia aconteceu no dia 30 de julho de 2019, na Cinemateca Brasileira, em São Paulo, onde foram pré-estreados os dois primeiros episódios. Pela primeira vez em uma produção original, a Netflix lançou o primeiro episódio de Sintonia no YouTube como promoção da série. O episódio ficou disponível de 9 de agosto, até 11 de agosto de 2019, no canal do KondZilla no YouTube.

## Trilha sonora
A música da série foi composta pela dupla de música eletrônica do Tropkillaz, composta pelos DJs Zegon e Laudz. A série traz ainda canções inéditas do personagem MC Doni (interpretadas por Jottapê) e produzidas por MC EZ. O álbum da trilha sonora foi lançado para serviços de streaming de música como o Spotify, em 17 de agosto de 2019.
Sintonia (Uma Série Original Netflix - Sintonia | KondZilla) - 1ª Temporada
1. Funk da Netflix
2. Te Amo Sem Compromisso
3. Passei de Nave
4. Não Vai Ser Fácil (Taxado de Boy)
5. Tira Meu Nome da Boca
6. Porque Ele Vive

Sintonia (Uma Série Original Netflix - Sintonia | KondZilla) - 2ª Temporada
1. Taca no Chão
2. Rebola Sem Sentimento
3. Não Tenho Medo de Macho
4. Quem Aguenta